# 옵티머스 패드 LTE
LG 옵티머스 패드 LTE(LG Optimus PAD LTE)는 LG전자가 2012년 1월에 출시한 안드로이드 태블릿 컴퓨터이다.
그리고 단 한차레도 업그레이드를 실시 하지 않았다. 안드로이드버전은 허니콤 3.2.1이다.